# 蒂雅·李歐妮
蒂雅·李歐妮（英語：Téa Leoni，1966年2月25日—），美國女演員。

## 早年生平
蒂雅原名伊莉莎白·蒂雅·派特李歐妮（Elizabeth Téa Pantaleoni），生於紐約市，是營養學家艾密莉·派特森（Emily Patterson）與企業律師安東尼·派特李歐妮（Anthony Pantaleoni）之女。蒂雅的母親是德州人，而她的父親是波蘭裔的義大利人。蒂雅的奶奶海倫（Helen "Helenka" Tradusa Adamowska，1901 - 87年）是電影、舞台劇演員，同時也是約瑟芬（Józef）與愛達莫斯基（Tymoteusz Adamowski）的姊妹。。蒂雅的曾祖父則是義大利的經濟學家、政治人物瑪菲歐·派特李歐妮（Maffeo Pantaleoni）。

## 職業生涯
蒂雅就讀貝爾利學校（Brearley School）與普寧高中（The Putney School）。她也曾就讀於莎拉·勞倫斯學院（Sarah Lawrence College），但是並沒有完成學程。她的星途是從許多電視影集與電影開始，最初是在1989年的電視劇《聖塔巴巴拉》（Santa Barbara） 一劇中扮演莉莎·迪娜布里（Lisa DiNapoli）。她的成名作是1995年的賣作片《絕地戰警》，與威爾·史密斯、馬汀·勞倫斯共同演出。她在商業電影《彗星撞地球》（Deep Impact）裡扮演重要的角色。她也演出伍迪·艾倫的作品《好萊塢大結局》（Hollywood Ending），與艾倫及馬克·里德爾（Mark Rydell）演出。2004年，她演出亞當·山德勒 的《西班牙女佣》（Spanglish）。
1992年，蒂雅演出情境喜劇《瞎飛》（Flying Blind）。1995年，蒂雅主演電視情境喜劇《赤裸真相》（The Naked Truth）飾演蘿拉·懷德（Nora Wilde），一位誹聞記者。這部作品沒有造成迴響，並在1998年結束。接著在2000年她與尼可拉斯·凱吉（Nicolas Cage）主演《扭轉奇蹟》（The Family Man）。2001年她與山姆·尼爾（Sam Neill）等人合演《侏羅紀公園3》。
蒂雅在《男人幫》雜誌（For Him Magazine）上獲選為2000年百大性感女星的第79名。

## 個人生活
蒂雅在2006年10月27日於《生活雜誌》（Life magazine）宣佈她將擔任UNICEF的慈善大使，部份的原因是因為她的奶奶正是該組織25年來的會長。
蒂雅於1991年6月8日嫁給她的第一任丈夫尼爾（Neil Joseph Tardio, Jr.），一位電視節目製作人，但是兩人在1995年離婚。蒂雅之後於1997年5月6日嫁給男演員大衛·杜考夫尼，並於1999年4月24日在南加州生下長女馬德琳（Madelaine West Duchovny），而次子基德（Kyd Miller Duchovny）在2002年6月15日出生於加州洛杉磯。李歐妮和杜考夫尼已於2014年6月離婚。。目前蒂雅與一起合作演出《國務卿女士》的提姆·達利交往中。

## 演出作品

### 電影
| 年份   | 片名                                               | 角色                                        | 備註         |
| ------ | -------------------------------------------------- | ------------------------------------------- | ------------ |
| 1991年 | 《變男變女變變變》（Switch）                       | 柯妮（Connie，夢之女）                      |              |
| 1992年 | 《紅粉聯盟》（A League of Their Own）              | 瑞西妮（Racine，一壘手）                    |              |
| 1994年 | 《執法悍獎》（Wyatt Earp）                         | 莎莉（Sally）                               |              |
| 1994年 | Counterfeit Contessa (TV)                          | 吉娜·李娜德·諾迪歐（Gina Leonarda Nardino） |              |
| 1995年 | 《絕地戰警》                                       | 茱蒂·摩特（Julie Mott）                     |              |
| 1996年 | 《挑逗．性．遊戲》（Flirting with Disaster）       | 蒂娜·凱普（Tina Kalb）                      |              |
| 1998年 | 《彗星撞地球》（Deep Impact）                      | 珍妮·勒拿（Jenny Lerner）                   |              |
| 1998年 | 《天堂沒有魚飼料》(There's No Fish Food in Heaven) | 蘭迪（Landeene）                            | 身兼該作製片 |
| 2000年 | 《扭轉奇蹟》（The Family Man）                     | 凱特·雷諾斯（Kate Reynolds）                |              |
| 2001年 | 《侏羅紀公園3》                                    | 亞曼達·卡比（Amanda Kirby）                 |              |
| 2002年 | 《致命人脈》（People I Know）                      | 綺莉·霍珀（Jilli Hopper）                   |              |
| 2002年 | 《好萊塢大結局》（Hollywood Ending）               | 艾莉（Ellie）                               |              |
| 2004年 | 《西班牙女佣》（Spanglish）                        | 狄波拉·克拉斯基（Deborah Clasky）           |              |
| 2005年 | 《我愛上流》（Fun with Dick and Jane）             | 珍娜·哈珀（Jane Harper）                    |              |
| 2005年 | 《往事情緣》（House of D）                         | 沃夏女士（Mrs. Warshaw）                    |              |
| 2007年 | 《愛情追殺令》（You Kill Me）                      | 勞爾雷·皮爾遜（Laurel Pearson）             |              |
| 2008年 | 《通靈牙醫》（Ghost Town）                         | 葛文（Gwen）                                |              |
| 2009年 | 《肥料推销员》（The Smell of Success）             | 蘿莎瑪莉·蘿莎（Rosemary Rose）              |              |
| 2011年 | 《神偷軍團》（Tower Heist）                        | 葛蒂·范森（Gertie Fiansen）                 |              |

### 電視
| 年份         | 片名                              | 角色                                                         | 備註                                |
| ------------ | --------------------------------- | ------------------------------------------------------------ | ----------------------------------- |
| 1989年       | Santa Barbara                     | Lisa DiNapoli                                                | 6 集                                |
| 1992–1993年  | Flying Blind                      | Alicia                                                       | 22集                                |
| 1995年       | Frasier                           | Sheila                                                       | 分集: "The Show Where Sam Shows Up" |
| 1995–1998年  | The Naked Truth (TV series)       | Nora Wilde                                                   | 55集                                |
| 2000年       | 《X档案》 (The X-Files)           | Herself                                                      | 分集: "Hollywood A.D."              |
| 2011年       | Spring/Fall                       | Margo                                                        | Unsold TV pilot                     |
| 2014－2019年 | 《國務卿女士》（Madam Secretary） | 伊莉莎白 · 亞當斯 · 麥科德 （Elizabeth "Bess" Adams McCord） |                                     |

## 外部連結
- 蒂雅·李歐妮在互联网电影资料库（IMDb）上的資料（英文）
- 蒂雅·李歐妮在TV.com